# 수원성교회
수원성교회(水原城敎會) 또는 수원성감리교회(水原城監理敎會)는 경기도 수원시 팔달구 화서동에 위치한 기독교대한감리회 소속의 교회이다.

## 연혁
- 1952년 2월23일: 초대 김명성 목사 부임과 동시에 성도들과 첫 예배 드림
  - 10월 성가대 조직(남4,여8 계12명)
  - 10월 2대 김연호 목사 부임
  - 10월 27일 교회학교 개교
  - 10월19일 매산교회 신축 준공 봉헌예배  드림(120평)
- 1956년 3월: 3대 김형철 목사 부임
- 1959년 3월: 4대 고영목 목사 부임
- 1967년 4월: 5대 유원흥 목사 부임
- 1963년 9월: 주택 신축(20평)
- 1975년 3월: 성전 증축 개축(기존120평에 117평 증축/237평)준공
- 1972년 7월: 6대 최용환 목사 부임
- 1980년: 남선교회 조직(1지회장 조병호장로, 2지회장 정태경 권사)
- 1981년 2월 8일: 매산교회 묘지위원회 조직(임야 매입/용인남사 3,600평)
  - 3월 22일: 일본 시미즈가 오가교회와 자매 결연
  - 8월 15일: 성전 727평 건축 완공(지하1층, 지상5층)
- 1982년 10월 29일: 최용환 담임목사 중부연회 제2대 감독 취임
- 1983년 11월 13일: 노아선교회 창설
- 1984년 3월: 매산 어린이 선교원 설립
- 1988년 12월 30일: 교회 대지 190평 매입
- 1989년 12월: 중국 개산둔 교회 건립 지원(670만원)
- 1991년 4월 14일: 중국 개산둔 교회 봉헌예배
  - 4월 1일: 손성수 목사 필리핀 선교사 파송 예배 드림
    - 미 오클라호마 한인교회 선교 지원(3,000불)
- 1992년 11월 2일: 소련 하바로프스크 개적교회 선교지원
- 1994년 2월 6일: 중국 선명촌교회 개척예배 드림
  - 1월 9일: 새성전 건축을 위한 화서동 논 2,107평 매입
- 1995년 9월 20일: 새성전 기공 예배 화서동 현장에서 드림
- 1996년 4월 7일: 최용환 감독 성역45년 은퇴찬하 및 최승균 목사 7대 담임목사 취임축하예배
  - 9월 1일: 전교인 사랑의 헌혈운동 실시
- 1999년 5월 16일: 교회명칭을 수원성교회로 개명
  - 11월 30일: 새성전 건축 완공(건평 2,626평)
- 2000년 1월 23일: 새성전 입당 감사 예배 및 음악회 실시
  - 5월 14일: 김승규 전도사 남미 아르헨티나 선교사 파송 예배드림
- 2002년 9월 15일: 구성전 터 개발 착수
  - 12월 30일: 구성전 개발을 위한 오피스텔 건축허가 받음
- 2010년 4월 9일 : 21회 기독교대한감리회 경기연회[1]
- 2013년: 12월 지상천 목사 8대 담임목사 부임
- 2014년 2월 23일: 교회 창립 62주년 기념 예배
- 2019년 2월 23일: 김세철 권사 장로피택
  - 4월 24일: 임일우 목사 9대 담임목사 부임
  - 7월 21일: 이은총 목사 선교사 파송
  - 7월 28일: 성전수리 및 건축결의(예산 13억, 본당 방송, 애찬실, 카페 신축, 다목적 콘서트홀, 주간보호센터 폐쇄 및 교육관 회복)
- 2020년 2월 23일: 교회 창립 68주년 기념주일예배
  - 5월 31일: 성전 리모델링(음향, 영상, 찬양대석 완공)
  - 10월 21일: 카페 라르고 준공
  - 11월 22일: 제9대 담임 임일우 목사 취임 및 최진숙 장로 은퇴찬하 예식
- 2021년 12월 5일 : 제1회 아펜젤러 선교대상 시상식[2]
- 2022 4월1일 : 경기연회 2022전도컨퍼런스[3]
  - 10월 29일 : 교회 창립 70주년 기념 가을 음악회[4]

## 역대 담임목사
| 대수  | 임기                     | 이름        | 비고 |
| ----- | ------------------------ | ----------- | ---- |
| 제1대 | 1952년 2월 ~ 10월        | 김명성 목사 |      |
| 제2대 | 1952년 10월 ~1956년 3월  | 김연호 목사 |      |
| 제3대 | 1956년 3월 ~ 1959년 3월  | 김형철 목사 |      |
| 제4대 | 1959년 3월 ~ 1967년 4월  | 고영목 목사 |      |
| 제5대 | 1967년 4월 ~ 1972년 7월  | 유원홍 목사 |      |
| 제6대 | 1972년 7월 ~ 1996년 4월  | 최용환 목사 |      |
| 제7대 | 1996년 4월 ~ 2013년 12월 | 최승균 목사 |      |
| 제8대 | 2013년 12월 ~ 2019년 4월 | 지상천 목사 |      |
| 제9대 | 2019년 4월 ~ 현재        | 임일우 목사 |      |

## 시설물

### 본당
지하 1층, 지상 3층으로 본당, 소예배실, 중보기도실, 부서실, 문화부실 등으로 이루어져 있다.

### 교육관
지하 1층, 지상 2층으로 애찬실, 부서실, 소그룹 모임 공간, 체육시설 등으로 구성되어 있다.